# S2 (Sao)
S2, còn được gọi là S0-2, là một ngôi sao nằm gần với nguồn phát vô tuyến Nhân Mã A *, quay quanh nó với một chu kỳ quỹ đạo của 16,0518 năm, một bán trục lớn của khoảng 970 au, và một pericenter khoảng cách của 17 giờ sáng (18 Tm hoặc 120 au) - một quỹ đạo có chu kỳ chỉ dài hơn khoảng 30% so với Sao Mộc quanh Mặt Trời, nhưng không đến gần hơn khoảng bốn lần khoảng cách của Sao Hải Vương từ Mặt Trời.  Khối lượng khi ngôi sao hình thành lần đầu tiên được ước tính bởi Đài thiên văn Nam châu Âu (ESO) là khoảng 14.  Dựa trên loại quang phổ của nó, nó có thể có khối lượng gấp 10-15 lần khối lượng Mặt Trời.
Vị trí rõ ràng thay đổi của nó đã được theo dõi từ năm 1995 bởi hai nhóm (tại UCLA và tại Viện Vật lý ngoài Trái đất Max Planck) như một phần trong nỗ lực thu thập bằng chứng cho sự tồn tại của một lỗ đen siêu khối lượng ở trung tâm dải Ngân Hà.  Bằng chứng tích lũy chỉ ra Nhân Mã A * là nơi có lỗ đen như vậy.  Đến năm 2008, S2 đã được quan sát cho một quỹ đạo hoàn chỉnh.
Một nhóm các nhà thiên văn học chủ yếu đến từ Viện Vật lý ngoài Trái đất Max Planck đã sử dụng các quan sát về động lực quỹ đạo của S2 xung quanh Sgr A * để đo khoảng cách từ Trái đất đến trung tâm thiên hà.  Họ xác định khoảng cách là 7,94   ±   0,42 kiloparsec, phù hợp chặt chẽ với các xác định trước về khoảng cách bằng các phương pháp khác.
S2 đã được theo dõi chính xác trong lần tiếp cận gần tháng 5 năm 2018 của Nhân Mã A *, với kết quả phù hợp với dự đoán tương đối rộng.

## Phát hiện
Ký hiệu S0-2 được sử dụng lần đầu tiên vào năm 1998.  S0 chỉ ra một ngôi sao trong vòng một giây của Nhân Mã A*, biểu thị trung tâm thiên hà và S0-2 là ngôi sao gần thứ hai được nhìn thấy tại thời điểm đo.  Ngôi sao đã được xếp vào danh mục đơn giản là S2 một năm trước, thứ hai trong số mười nguồn hồng ngoại gần trung tâm thiên hà, được đánh số xấp xỉ ngược chiều kim đồng hồ.  Một sự trùng hợp ngẫu nhiên là ngôi sao nhận được số hai trong cả hai danh sách và các nguồn khác có số khác nhau.

## Quỹ đạo
Quỹ đạo lệch tâm cao của S2 sẽ mang đến cho các nhà thiên văn học cơ hội thử nghiệm các hiệu ứng khác nhau được dự đoán bởi thuyết tương đối rộng và thậm chí là các hiệu ứng ngoài chiều.  Những hiệu ứng này đạt đến mức tối đa ở cách tiếp cận gần nhất, xảy ra vào giữa năm 2018.  Ước tính gần đây là 4,31 triệu   cho khối lượng của hố đen Nhân Mã A * và cách tiếp cận gần của S2, điều này khiến S2 trở thành quỹ đạo đạn đạo được biết đến nhanh nhất, đạt tốc độ vượt quá 5.000 km/s (11.000.000 mph, hoặc 1/60 tốc độ ánh sáng) và gia tốc khoảng 1,5 m/s2 (gần một phần sáu trọng lực bề mặt Trái đất).
Chuyển động của S2 cũng hữu ích trong việc phát hiện sự hiện diện của các vật thể khác gần Nhân Mã A*.  Người ta tin rằng có hàng ngàn ngôi sao, cũng như tàn dư sao đen (lỗ đen sao, sao neutron, sao lùn trắng) phân bố trong khối lượng mà S2 di chuyển.  Những vật thể này sẽ gây nhiễu quỹ đạo của S2, khiến nó lệch dần khỏi hình elip Keplerian đặc trưng cho chuyển động xung quanh một khối điểm duy nhất.  Cho đến nay, hạn chế mạnh nhất có thể được đặt lên những tàn dư này là tổng khối lượng của chúng chỉ chiếm chưa đến một phần trăm khối lượng của hố đen siêu khối lượng.

### Tháng 5 năm 2018
Vào tháng 7 năm 2018, Reinhard Genzel et al. đã báo cáo  rằng S2 đã được ghi nhận tại 7650 (2,55% vận tốc ánh sáng) dẫn đến pericentre cách tiếp cận tháng 5 năm 2018 vào khoảng 120 AU ≈ 1400 Schwarzschild bán kính từ Sgr A *.  Điều này cho phép họ khẳng định từ dịch chuyển đỏ rõ rệt với vận tốc tương đối tính mà thuyết tương đối rộng, đặc biệt là dịch chuyển đỏ hấp dẫn, được xác nhận.

## S0-102
Vào năm 2012, một ngôi sao có tên S0 Tiết102 đã được tìm thấy quay quanh thậm chí gần với hố đen siêu lớn trung tâm của Dải Ngân hà hơn so với S0-2.  Ở một phần mười sáu độ sáng của S0-2, S0-102 ban đầu không được nhận ra vì nó đòi hỏi nhiều năm quan sát hơn để phân biệt với nền hồng ngoại cục bộ của nó.  S0-102 có chu kỳ quỹ đạo là 11,5 năm, thậm chí ngắn hơn so với S0-2.  Trong số tất cả các ngôi sao quay quanh hố đen, chỉ có hai ngôi sao này có các thông số quỹ đạo và quỹ đạo của chúng được biết đến đầy đủ trong cả ba chiều không gian.  Việc phát hiện hai ngôi sao quay quanh hố đen trung tâm rất sát với quỹ đạo của chúng được mô tả đầy đủ là điều rất đáng quan tâm đối với các nhà thiên văn học, vì cặp đôi này sẽ cho phép các phép đo chính xác hơn về bản chất của lực hấp dẫn và tính tương đối chung quanh lỗ đen hơn là có thể từ việc sử dụng S0-2 một mình.

## Nhóm ảnh về ngôi sao S2

Chú thích của nghệ sĩ về S2 đi qua lỗ đen siêu lớn ở trung tâm Dải Ngân hà, xác nhận sự dịch chuyển màu đỏ hấp dẫn
Các quỹ đạo của S0-2 và S0-102 xung quanh siêu thiên hà của dải ngân hà  lỗ đen lớn Các quỹ đạo của S0-2 và S0-102 xung quanh siêu thiên hà của dải ngân hà  lỗ đen lớn
Các quỹ đạo được suy ra của S2 và 5 ngôi sao khác xung quanh ứng cử viên hố đen siêu lớn Sagittarius A * tại trung tâm thiên hà Milky Way
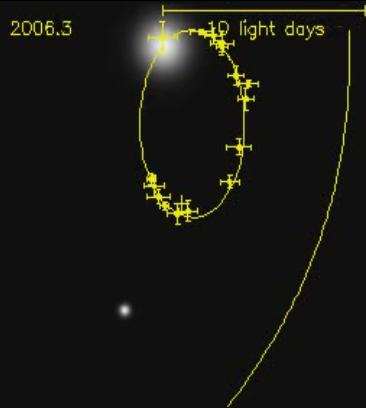
Các quan sát cho thấy việc phát hiện quỹ đạo của S2 về trung tâm thiên hà